# Pauesia taianensis
Pauesia taianensis är en stekelart som beskrevs av Lu och Ji 1992. Pauesia taianensis ingår i släktet Pauesia och familjen bracksteklar. Inga underarter finns listade i Catalogue of Life.